# Берегові Сиресі
Берегові Сире́сі (рос. Береговые Сыреси, ерз. Береговые Сыреси) — село у складі Ічалківського району Мордовії, Росія. Адміністративний центр Берегово-Сиресівського сільського поселення.

## Географія
Розташоване на річці  Алатир. Відстань до районного центру села Кемля — 28 км, до найближчої залізничної станції Оброчне — 24 км.

## Історія
До 1917 року село входило до складу Ардатовського повіту Симбірської губернії.
1717 року в селі була збудована дерев'яна церква, освячена в ім'я Архангела Михаїла, тому село стало називатися Архангельське Сиресево. Храм згорів у 1894 році. Протягом 1898—1899 років у селі коштом ардатовських купців був зведений новий храм, освячений в ім'я Богоявлення Господнього. На початку 1930-их років храм був розорений і надалі використовувався як зерносховище. Під час негоди 1972 року впала дзвіниця храму, були пошкоджені хрести. З метою уникнення нещасних випадків, церква була розібрана.

## Населення
Населення — 294 особи (2010; 309 у 2002).
Національний склад (станом на 2002 рік):
- росіяни — 54 %
- мордва — 37 %

## Відомі уродженці
- Андреєв Олександр Іванович (1952) — доктор сільськогосподарських наук, професор.
- Турунов Іван Євдокимович (1898—1941) — радянський військовик, генерал-майор.